# Саголашени
Саголашени (груз. საღოლაშენი) — село в Грузии, на территории Карельского муниципалитета края (мхаре) Шида-Картли.

## География
Село находится в центральной части Грузии, на левом берегу реки Проне Восточная, на расстоянии приблизительно 4 километров (по прямой) к северу от города Карели, административного центра муниципалитета. Абсолютная высота — 676 метров над уровнем моря.

## Население
По результатам официальной переписи населения 2014 года в Саголашени проживало 452 человека (234 мужчины и 218 женщин). В национальной структуре населения грузины составляли 99,8 %, осетины — 0,2 %.
| Год  | Население, человек |
| ---- | ------------------ |
| 2002 | 508                |
| 2014 | ↘ 452              |